# لاثام كاسل
لاثام كاسل (بالإنجليزية: Latham Castle)‏ هو محامي وقاضي أمريكي، ولد في 27 فبراير 1900 في ساندويتش في الولايات المتحدة، وتوفي في 10 مارس 1986.